# Loppi (klippa, lat 60,43, long 27,56)
Loppi är en ö i Finland. Den ligger i Finska viken och i kommunen Vederlax i den ekonomiska regionen  Kotka-Fredrikshamn i landskapet Kymmenedalen, i den södra delen av landet. Ön ligger omkring 34 kilometer öster om Kotka och omkring 150 kilometer öster om Helsingfors. 
Öns area är 2,2 hektar och dess största längd är 210 meter i sydväst-nordöstlig riktning. Närmaste större samhälle är Virojoki, 18,4 km norr om Loppi.